# انقلاب 1936 في بوليفيا
كان انقلاب 1936 في بوليفيا، والمعروف أيضًا بالثورة الاشتراكية لعام 1936، انقلابًا مدنيًا عسكريًا حدث في بوليفيا أطاح بالرئيس خوسيه لويس تيخادا سورزانو، مما أدى إلى إنهاء النظام السياسي التقليدي وتقديم فترة الاشتراكية العسكرية في البلد. في 17 مايو 1936، في أعقاب أكبر حركة إضراب معروفة حتى ذلك الحين في بوليفيا، أطاح الجيش بقيادة المقدم الشاب جيرمان بوش بحكومة تيخادا. تولى بوش مقاليد الحكم حتى 22 مايو عندما وصل العقيد ديفيد تورو من تشاكو وتولى الرئاسة تحت طغمة عسكرية مدعومة من القوات المسلحة البوليفية والعمل المنظم والحزب الاشتراكي الموحد.

## الخلفية السياسية

### الأسباب والجمود في الحكومة
انتهت حرب تشاكو (1932–1935) في 14 يونيو 1935. وأشرف الرئيس خوسيه لويس تيخادا سورزانو على انتهاء الصراع. كان نائب رئيس دانيال سالامانكا أوري الذي عزله الجيش في نوفمبر 1934 بعد أن كان في صراع متكرر مع القيادة العليا منذ بداية الحرب. ورغبة منه في الحفاظ على المظاهر الديمقراطية، سمح الجيش لنائب الرئيس تيجادا سورزانو بتولي منصب الرئاسة. كان لهزيمة بوليفيا الكارثية في حرب تشاكو أثر فوري في إغراق الأمة في حالة من الاضطراب. شهدت الطبقة السياسية التقليدية التي حكمت البلاد لمدة نصف قرن والتي كان تيجادا سورزانو جزءًا منها، دعمها يتبخر مع عودة المحاربين القدامى إلى الحياة المدنية بحثًا عن تغيير في الوضع الراهن. واجه تيجادا سورزانو سخطًا من كل من الجيش والسكان المدنيين بالإضافة إلى ارتفاع التضخم بسرعة نتيجة لحرب تشاكو والكساد الكبير في أمريكا اللاتينية.
يرجع عدم قدرة الأحزاب التقليدية على التعامل مع التوترات السياسية المتصاعدة إلى فشلها في الاندماج في مواجهة الحركات الاجتماعية سريعة التوحيد. كانت نقطة الخلاف الرئيسية في عرقلة التحالف هي الخلافات على القيادة. كان الرئيس دانيال سالامانكا أوري عضوًا في الحزب الجمهوري الحقيقي لكن نائبه خوسيه لويس تيخادا سورزانو كان عضوًا في الحزب الليبرالي. أجريت الانتخابات في عام 1934 والتي فاز بها مرشح الحزب الديمقراطي التقدمي فرانز تامايو، ولكن بالنظر إلى الانقلاب الذي حدث في نفس الشهر، تم إلغاء النتائج. لهذا السبب، واصل الحزب الجمهوري الحقيقي الضغط من أجل قبول تامايو بينما رغب الليبراليون في إبقاء تيخادا سورزانو رئيسًا. الفصيل الثالث، الحزب الجمهوري الاشتراكي. لعب الحزب الجمهوري الاشتراكي إلى جانب الحزب الليبرالي مع بعضهما البعض، مما أبقى على الجمود السياسي.

### اضطرابات في الجيش والنقابات العمالية
وجدت كتائب القوات المسلحة البوليفية نفسها تتعامل مع صراع داخلي خاص بها. تم إجبار طبقة الضباط الكبار، التي فقدت مصداقيتها بسبب التكتيكات الفاشلة خلال حرب تشاكو، على التنحي لصالح الضباط الشباب بقيادة المقدم جيرمان بوش الذي يتمتع بشعبية كبيرة. بينما كان بوش رجلاً عسكريًا كفؤًا، أدى افتقاره إلى القدرة السياسية هو والضباط الشباب من حوله إلى قبول العقيد الأكثر لبقة سياسياً ديفيد تورو كقائد لحركتهم. كانت نتيجة كل هذا تحولًا يساريًا في القيادة العسكرية كان أكثر تعاطفًا مع الحركة الاجتماعية الناشئة في البلاد.
من بين أكبر مخاوف الحكومة كانت عودة العمالة المنظمة. تعززت الحركة العمالية بسبب الاستياء من الاقتصاد المتصاعد وعودة المنظمين النقابيين، وسرعان ما تجاوزوا ذروة تأثيرهم في عام 1932. ابتداء من عام 1935، تم تنظيم الإضرابات العمالية بقيادة النقابتين العماليتين الرئيسيتين، اتحاد العمال واتحاد العمال المحليين. استجابة لارتفاع الأسعار في نوفمبر، دعا اتحاد العمال إلى زيادة أجور العمال بنسبة 100٪ وخفض أسعار الإيجارات والسلع الاستهلاكية. أدى هذا إلى سلسلة من الإضرابات في جميع أنحاء البلاد مما أدى إلى وقوعها في أزمة.

## الأزمة والانقلاب
كانت الإجراءات التي اتخذتها الحكومة بمثابة «مرسوم الصرف الموحد» الذي قلل من قيمة عملة البوليفيانو ولم يؤدي إلا إلى تفاقم الوضع. أخيرًا، أرسل اتحاد العمال، بقيادة الناشط العمالي والدو ألفاريز، إنذارًا نهائيًا للحكومة يطالب بالاستيراد المجاني للضروريات الأساسية، وزيادة الأجور بنسبة 100٪، وتخفيض الإيجار، وحظر ليلة العمل، وتعليق حالة الحصار. وضمانات حرية التجمع، وتكوين الجمعيات، والصحافة، والتنظيم النقابي، ومقر إقامة للجرحى والمعوقين بسبب الحرب، والعمل للمقاتلين السابقين.
في 15 أبريل 1936، ذكرت صحيفة الجمهورية أن «اتحاد العمال كانت يستعد لتجمع كبير». ومع ذلك، انهارت هذه في 25 أبريل. ونتيجة لذلك، تفاقمت الإضرابات إلى درجة أنه في 10 مايو أغلقت الصحف مقراتها مع انضمام الصحفيين إلى الإضراب. بحلول هذه المرحلة، تطورت الاحتجاجات إلى أكبر حركة إضراب شهدتها البلاد في ذلك الوقت. كما حظيت الإضرابات، المدعومة من اتحاد العمال واتحاد العمال المحليين، بتأييد الحزب الاشتراكي الموحد الذي تم إنشاؤه حديثًا الذي جلب عنصرًا يساريًا أكثر راديكالية لهم. تم إنشاء تحالف رسمي بين الحزب الاشتراكي الموحد واتحاد العمال في 15 مايو بتوقيع كارلوس مونتينيغرو ووالدو ألفاريز. فشلت محاولات الملاذ الأخير من قبل الحكومة لتشكيل حكومة وحدة وطنية مع المعارضة. كان الليبراليون قد فقدوا بالفعل جزءًا من تحالفهم.
نظرًا لخطر التمرد، دعت الحكومة القوات المسلحة إلى التدخل. ذكرت صحيفة لا كالي أن الجيش قد تلقى أوامر «بإطلاق النار على الناس إذا كانوا مؤيدين للإضراب». وحصلت على تعهدات بعدم التدخل. وجاءت ذروة هذه الإضرابات ليلة 16 مايو 1936. وبدأت «اللجنة الثورية» المكونة من إنريكي بالديفييسو، كارلوس مونتينيغرو وأوغوستو سيسبيديس من بين كثيرين آخرين سلسلة من الحركات الثورية العلنية في لاباز. تم إقتحام نادي دي لا أونيون وهو مكان للأرستقراطيين ورفعت راية حمراء في الموقع. تبع ذلك مكتب العمدة الذي وجد نفسه محاطًا بالكامل بالمقاتلين اليساريين.
أخيرًا في صباح يوم 17 مايو 1936، تدخل الجيش وأصدر طلبًا رسميًا باستقالة الرئيس خوسيه لويس تيخادا سورزانو. ادعى الرئيس لاحقًا أنه في وقت الانقلاب كان «أنام بهدوء في مسكني الخاص، في حوالي الساعة 7:30 صباحًا، أيقظني القائم بأعمال أطفالي وأخبرني أنه عند الباب الأمامي كان هناك بعض المدنيين والجنود الذين طلبوا البحث عني. منذ زمن بعيد، وأنا على دراية بالصخب الثوري، أدركت أن ولايتي قد انتهت. أشرت إلى أنها يجب أن تخبر المفوضين أنني كنت في الفراش وأنني سأتمكن من استقبالهم الساعة 9:00.» ونُقل عنه قوله لأحد الجنود: «أخبر العقيد بوش، دون تحريف كلامي، أنني لم أتوقف عن الثناء على الفروسية والبراعة العسكرية التي يتمتع بها، وأنني أستنكر أنه وُضع في هذا الوضع». بعد فترة وجيزة غادر الرئيس السابق البلاد متوجها إلى المنفى في أريكا، تشيلي.

## العواقب والإرث
مر الانقلاب دون إراقة دماء وحصل على دعم اجتماعي واسع. تم وضع المجلس العسكري المدني في مكانه الذي عين جيرمان بوش رئيسًا مؤقتًا حتى يمكن للعقيد ديفيد تورو العودة من مسح نزع سلاح القوات في تشاكو. بعد ظهر يوم 17 مايو، بدأ النظام الجديد والنقابات العمالية في عهد ألفاريز مفاوضات مع بوش الذي وافق على جميع المطالب المذكورة. في اليوم التالي، أمرت النقابات بأن «يعود جميع الموظفين والعاملين في التجارة والصناعة والبنوك والسكك الحديدية والنقل إلى وظائفهم على الفور». وصل تورو في 20 مايو وتولى الرئاسة في 22 مايو. وفي اليوم نفسه، صدر مرسوم يمنح عفواً واسعاً لجميع الملاحقين والمحبوسين والمنفيين على جرائم سياسية، فيما رفعت حالة الحصار والقيود المفروضة على الصحافة.
كان نجاح الثورة بمثابة صدمة للأوليغارشية الليبرالية ووضع حدًا لقبضتها القوية على السلطة. بدأ حقبة قصيرة لفكرة تجريبية عُرفت باسم الاشتراكية العسكرية والتي دافع عنها كل من تورو وبوش حتى زوال الأخير المفاجئ في عام 1939. وأعلنت الذكرى السنوية الأولى «للثورة الاشتراكية لعام 1936» عيدًا وطنيًا في عام 1937.